# Scott Edward Parazynski
Scott Edward Parazynski (* 28. července 1961 v Little Rock, stát Arkansas, USA), americký lékař a kosmonaut. Ve vesmíru byl pětkrát. Zdolal také nejvyšší horu světa, Mount Everest.

## Život

### Studium a zaměstnání
Absolvoval střední školu Junior High School v senegalském Dakaru a libanonském Bejrútu a pak pokračoval ve studiu v Íránu na Teheran American School a v Libanonu na American Community High School. Po skončení středoškolské výuky v roce 1979 pokračoval ve studiu biologie na Stanford University, doktorát získal v roce 1989 na Stanford Medical School.
Tři roky pak pracoval jako lékař na pohotovosti v Denveru. Výcvik budoucích kosmonautů prodělal v Houstonu a v roce 1993 se stal členem jednotky kosmonautů NASA. Zůstal zde do roku 2009. V Houstonu pak zůstal jako řídící pracovník u společnosti Wyle Life Scientes.
Oženil se, jeho paní je Gail Marie, rozená Vozzellová.

### Lety do vesmíru
Na oběžnou dráhu se v raketoplánech dostal pětkrát s funkcí letový specialista, pracoval na orbitálních stanicích ruské Mir i mezinárodní ISS.
Strávil ve vesmíru 57 dní, 15 hodin a 34 minut. Sedmkrát vystoupil do volného vesmíru (EVA), strávil v něm 47 hodin a 5 minut. Byl 318. člověkem ve vesmíru.
- STS-66 Atlantis (3. listopadu 1994 – 14. listopadu 1994)
- STS-86 Atlantis (25. září 1997 – 6. říjen 1997)
- STS-95 Discovery (29. říjen 1998 – 7. listopad 1998)
- STS-100 Endeavour (19. duben 2001 – 1. květen 2001)
- STS-120 Discovery 23. října 2007 – 7. listopadu 2007